# 1997-es Copa América
Az 1997-es Copa América a 38. kiírása volt a dél-amerikai válogatottak első számú tornájának. A tornát a CONMEBOL szervezte, melynek a házigazdája Bolívia volt. A CONCACAF szövetségből meghívottként Costa Rica és Mexikó vett részt. A tornát a brazil válogatott nyerte meg.
A győztes részt vehetett az 1999-es konföderációs kupán. Az 1998-as világbajnokság győztese, Franciaország visszalépése miatt azonban Brazília világbajnoki másodikként már egyébként is résztvevő volt, ezért a torna második helyezettje, Bolívia indulhatott.

## Résztvevők
| - Argentína - Bolívia - Brazília - Chile | - Costa Rica - Ecuador - Kolumbia - Mexikó | - Paraguay - Peru - Uruguay - Venezuela |

## Helyszínek
| Város                   | Stadion                 | Befogadóképesség |
| ----------------------- | ----------------------- | ---------------- |
| Cochabamba              | Estadio Félix Capriles  | 36 000           |
| La Paz                  | Estadio Hernando Siles  | 51 000           |
| Santa Cruz de la Sierra | Estadio Ramón Aguilera  | 42 000           |
| Sucre                   | Estadio Olímpico Patria | 29 000           |
| Oruro                   | Estadio Jesus Bermudez  | 28000            |

## Játékvezetők
| - Horacio Elizondo - René Ortubé - Juan Carlos Paniagua - Antônio Pereira da Silva - Eduardo Gamboa - Rodrigo Badilla - Byron Moreno | - Rafael Sanabria - Antonio Marrufo - Epifanio González - José Arana - Jorge Nieves - Esfandiar Baharmast - Paolo Borgosano |

## Eredmények
A 12 résztvevőt 3 darab 4 csapatos csoportba sorsolták. A csoportok végső sorrendje körmérkőzések után alakult ki. A csoportok első két helyezettje, valamint a két legjobb harmadik helyezettje jutott tovább a negyeddöntőbe, ahonnan egyenes kieséses rendszerben folytatódtak a küzdelmek.

### Csoportkör
A csoportkörben a győzelem három, a döntetlen egy pontot ért. Ha két vagy több csapat azonos pontszámmal állt, akkor az alábbiak alapján határozták meg a sorrendet:
1. az összes mérkőzésen elért jobb gólkülönbség
2. az összes mérkőzésen szerzett több gól
3. az érintett csapatok mérkőzésein szerzett több pont
4. sorsolás

| Jelmagyarázat                                                                                     |
| ------------------------------------------------------------------------------------------------- |
| A csoportok első két helyezettje bejutott az egyenes kieséses szakaszba.                          |
| A csoportok legjobb két harmadik helyezettje bejutott az egyenes kieséses szakaszba.              |
| A csoportok legrosszabb harmadik helyezettje, valamint a csoportok negyedik helyezettjei kiestek. |

#### A csoport
| Csapat    | M | Gy | D | V | G+ | G– | Gk | P |
| --------- | - | -- | - | - | -- | -- | -- | - |
| Ecuador   | 3 | 2  | 1 | 0 | 4  | 1  | +3 | 7 |
| Argentína | 3 | 1  | 2 | 0 | 3  | 1  | +2 | 5 |
| Paraguay  | 3 | 1  | 1 | 1 | 2  | 3  | –1 | 4 |
| Chile     | 3 | 0  | 0 | 3 | 1  | 5  | –4 | 0 |

| 1997. június 11. |

| Paraguay  | 1–0   | Chile |
| --------- | ----- | ----- |
| Acuña 28' | (1–0) |       |

| Estadio Félix Capriles, Cochabamba Nézőszám: 17 000 Játékvezető: René Ortubé (bolíviai) |

| 1997. június 11. |

| Argentína | 0–0 | Ecuador |
| --------- | --- | ------- |
|           |     |         |

| Estadio Félix Capriles, Cochabamba Nézőszám: 17 000 Játékvezető: Jorge Nieves (uruguayi) |

| 1997. június 14. |

| Ecuador                     | 2–0   | Paraguay |
| --------------------------- | ----- | -------- |
| J. Sánchez 71' Graziani 86' | (0–0) |          |

| Estadio Félix Capriles, Cochabamba Nézőszám: 5 000 Játékvezető: Paolo Borgosano (venezuelai) |

| 1997. június 14. |

| Argentína              | 2–0   | Chile |
| ---------------------- | ----- | ----- |
| Berti 83' Gallardo 86' | (0–0) |       |

| Estadio Félix Capriles, Cochabamba Nézőszám: 9 000 Játékvezető: Antônio Pereira da Silva (brazil) |

| 1997. június 17. |

| Ecuador                 | 2–1   | Chile       |
| ----------------------- | ----- | ----------- |
| Graziani 32' Gavica 55' | (1–0) | Vergara 52' |

| Estadio Félix Capriles, Cochabamba Nézőszám: 8 000 Játékvezető: Rafael Sanabria (kolumbiai) |

| 1997. június 17. |

| Argentína               | 1–1   | Paraguay                 |
| ----------------------- | ----- | ------------------------ |
| Gallardo 90' (11-esből) | (0–0) | Chilavert 73' (11-esből) |

| Estadio Félix Capriles, Cochabamba Nézőszám: 8 000 Játékvezető: Jorge Nieves (uruguayi) |

#### B csoport
| Csapat    | M | Gy | D | V | G+ | G– | Gk | P |
| --------- | - | -- | - | - | -- | -- | -- | - |
| Bolívia   | 3 | 3  | 0 | 0 | 4  | 0  | +4 | 9 |
| Peru      | 3 | 2  | 0 | 1 | 3  | 2  | +1 | 6 |
| Uruguay   | 3 | 1  | 0 | 2 | 2  | 2  | 0  | 3 |
| Venezuela | 3 | 0  | 0 | 3 | 0  | 5  | –5 | 0 |

| 1997. június 12. |

| Peru        | 1–0   | Uruguay |
| ----------- | ----- | ------- |
| Hidalgo 75' | (0–0) |         |

| Estadio Olímpico Patria, Sucre Nézőszám: 6 000 Játékvezető: Antonio Marrufo (mexikói) |

| 1997. június 12. |

| Bolívia     | 1–0   | Venezuela |
| ----------- | ----- | --------- |
| Coimbra 60' | (0–0) |           |

| Estadio Hernando Siles, La Paz Nézőszám: 40 000 Játékvezető: Byron Moreno (ecuadori) |

| 1997. június 15. |

| Uruguay                  | 2–0   | Venezuela |
| ------------------------ | ----- | --------- |
| Recoba 19' Saralegui 47' | (1–0) |           |

| Estadio Olímpico Patria, Sucre Nézőszám: 1 000 Játékvezető: Eduardo Gamboa (chilei) |

| 1997. június 15. |

| Bolívia                       | 2–0   | Peru |
| ----------------------------- | ----- | ---- |
| Etcheverry 45' Baldivieso 50' | (1–0) |      |

| Estadio Hernando Siles, La Paz Nézőszám: 40 000 Játékvezető: Rodrigo Badilla (Costa Rica-i) |

| 1997. június 18. |

| Peru             | 2–0   | Venezuela |
| ---------------- | ----- | --------- |
| Cominges 13' 59' | (1–0) |           |

| Estadio Olímpico Patria, Sucre Nézőszám: 1 500 Játékvezető: Byron Moreno (ecuadori) |

| 1997. június 18. |

| Bolívia        | 1–0   | Uruguay |
| -------------- | ----- | ------- |
| Baldivieso 29' | (1–0) |         |

| Estadio Hernando Siles, La Paz Nézőszám: 30 000 Játékvezető: Antonio Marrufo (mexikói) |

#### C csoport
| Csapat     | M | Gy | D | V | G+ | G– | Gk | P |
| ---------- | - | -- | - | - | -- | -- | -- | - |
| Brazília   | 3 | 3  | 0 | 0 | 10 | 2  | +8 | 9 |
| Mexikó     | 3 | 1  | 1 | 1 | 5  | 5  | 0  | 4 |
| Kolumbia   | 3 | 1  | 0 | 2 | 5  | 5  | 0  | 3 |
| Costa Rica | 3 | 0  | 1 | 2 | 2  | 10 | –8 | 1 |

| 1997. június 13. |

| Mexikó           | 2–1   | Kolumbia   |
| ---------------- | ----- | ---------- |
| Hernández 7' 11' | (2–0) | Ricard 58' |

| Estadio Ramón Aguilera, Santa Cruz de la Sierra Nézőszám: 25 000 Játékvezető: Horacio Elizondo (argentin) |

| 1997. június 13. |

| Brazília                                                       | 5–0   | Costa Rica |
| -------------------------------------------------------------- | ----- | ---------- |
| Djalminha 20' González 34' (öngól) Ronaldo 47' 54' Romário 60' | (2–0) |            |

| Estadio Ramón Aguilera, Santa Cruz de la Sierra Nézőszám: 35 000 Játékvezető: Epifanio González (paraguayi) |

| 1997. június 16. |

| Kolumbia                                                | 4–1   | Costa Rica |
| ------------------------------------------------------- | ----- | ---------- |
| Morantes 13' 23' Cabrera 62' (11-esből) Aristizábal 78' | (2–0) | Wright 66' |

| Estadio Ramón Aguilera, Santa Cruz de la Sierra Nézőszám: 25 000 Játékvezető: Esfandiar Baharmast (amerikai) |

| 1997. június 16. |

| Brazília                                   | 3–2   | Mexikó            |
| ------------------------------------------ | ----- | ----------------- |
| Aldair 47' Romero 59' (öngól) Leonardo 77' | (0–2) | Hernández 13' 31' |

| Estadio Ramón Aguilera, Santa Cruz de la Sierra Nézőszám: 35 000 Játékvezető: José Arana (perui) |

| 1997. június 19. |

| Mexikó                   | 1–1   | Costa Rica  |
| ------------------------ | ----- | ----------- |
| Hernández 14' (11-esből) | (1–0) | Medford 60' |

| Estadio Ramón Aguilera, Santa Cruz de la Sierra Nézőszám: 15 000 Játékvezető: Juan Carlos Paniagua (bolíviai) |

| 1997. június 19. |

| Brazília              | 2–0   | Kolumbia |
| --------------------- | ----- | -------- |
| Dunga 11' Edmundo 67' | (1–0) |          |

| Estadio Ramón Aguilera, Santa Cruz de la Sierra Nézőszám: 35 000 Játékvezető: Epifanio González (paraguayi) |

#### Harmadik helyezett csapatok sorrendje
Sorrend meghatározása
1. az összes mérkőzésen szerzett több pont
2. az összes mérkőzésen elért jobb gólkülönbség
3. az összes mérkőzésen szerzett több gól
4. sorsolás

| Csoport | Csapat   | M | Gy | D | V | G+ | G– | Gk | P |
| ------- | -------- | - | -- | - | - | -- | -- | -- | - |
| A       | Paraguay | 3 | 1  | 1 | 1 | 2  | 3  | –1 | 4 |
| C       | Kolumbia | 3 | 1  | 0 | 2 | 5  | 5  | 0  | 3 |
| B       | Uruguay  | 3 | 1  | 0 | 2 | 2  | 2  | 0  | 3 |

### Egyenes kieséses szakasz
|  |                                      |              |                                      |                     |   |           |                     |                    |                    |                    |               |       |       |
|  | Negyeddöntők                         | Negyeddöntők | Negyeddöntők                         |                     |   | Elődöntők | Elődöntők           | Elődöntők          |                    |                    | Döntő         | Döntő | Döntő |
|  | Negyeddöntők                         | Negyeddöntők | Negyeddöntők                         |                     |   | Elődöntők | Elődöntők           | Elődöntők          |                    |                    | Döntő         | Döntő | Döntő |
|  | június 21. – La Paz                  |              |                                      |                     |   |           |                     |                    |                    |                    |               |       |       |
|  |                                      |              |                                      |                     |   |           |                     |                    |                    |                    |               |       |       |
|  | Bolívia                              | Bolívia      | 2                                    |                     |   |           |                     |                    |                    |                    |               |       |       |
|  | Bolívia                              | Bolívia      | 2                                    | június 25. – La Paz |   |           |                     |                    |                    |                    |               |       |       |
|  | Kolumbia                             | Kolumbia     | 1                                    |                     |   |           |                     |                    |                    |                    |               |       |       |
|  | Kolumbia                             | Kolumbia     | 1                                    |                     |   | Bolívia   | Bolívia             | 3                  |                    |                    |               |       |       |
|  | június 22. – Cochabamba              |              |                                      |                     |   | Bolívia   | Bolívia             | 3                  |                    |                    |               |       |       |
|  |                                      |              | Mexikó                               | Mexikó              | 1 |           |                     |                    |                    |                    |               |       |       |
|  | Mexikó                               | Mexikó       | Mexikó                               | Mexikó              | 1 | 1 (4)     |                     |                    |                    |                    |               |       |       |
|  | Mexikó                               | Mexikó       |                                      |                     |   | 1 (4)     | június 29. – La Paz |                    |                    |                    |               |       |       |
|  | Ecuador                              | Ecuador      | 1 (3)                                |                     |   |           |                     |                    |                    |                    |               |       |       |
|  | Ecuador                              | Ecuador      | 1 (3)                                |                     |   | Bolívia   | Bolívia             | 1                  |                    |                    |               |       |       |
|  | június 21. – Sucre                   |              |                                      |                     |   | Bolívia   | Bolívia             | 1                  |                    |                    |               |       |       |
|  |                                      |              | Brazília                             | Brazília            | 3 |           |                     |                    |                    |                    |               |       |       |
|  | Peru                                 | Peru         | Brazília                             | Brazília            | 3 | 2         |                     |                    |                    |                    |               |       |       |
|  | Peru                                 | Peru         | június 26. – Santa Cruz de la Sierra |                     |   | 2         |                     |                    |                    |                    |               |       |       |
|  | Argentína                            | Argentína    | 1                                    |                     |   |           |                     |                    |                    |                    |               |       |       |
|  | Argentína                            | Argentína    | 1                                    |                     |   | Peru      | Peru                | 0                  | Bronzmérkőzés      | Bronzmérkőzés      | Bronzmérkőzés |       |       |
|  | június 22. – Santa Cruz de la Sierra |              |                                      |                     |   | Peru      | Peru                | 0                  | Bronzmérkőzés      | Bronzmérkőzés      | Bronzmérkőzés |       |       |
|  |                                      |              | Brazília                             | Brazília            | 7 |           |                     | június 28. – Oruro | június 28. – Oruro | június 28. – Oruro |               |       |       |
|  | Brazília                             | Brazília     | Brazília                             | Brazília            | 7 | 2         |                     | június 28. – Oruro | június 28. – Oruro | június 28. – Oruro |               |       |       |
|  | Brazília                             | Brazília     |                                      |                     |   |           |                     | Mexikó             | Mexikó             | 1                  |               |       |       |
|  | Paraguay                             | Paraguay     | 0                                    |                     |   |           |                     | Mexikó             | Mexikó             | 1                  |               |       |       |
|  | Paraguay                             | Paraguay     | 0                                    |                     |   | Peru      | Peru                | 0                  |                    |                    |               |       |       |
|  |                                      |              |                                      |                     |   | Peru      | Peru                | 0                  |                    |                    |               |       |       |

#### Negyeddöntők
| 1997. június 21. |

| Peru                    | 2–1   | Argentína               |
| ----------------------- | ----- | ----------------------- |
| Carazas 30' Hidalgo 61' | (1–0) | Gallardo 66' (11-esből) |

| Estadio Olímpico Patria, Sucre Nézőszám: 9 000 Játékvezető: Byron Moreno (ecuadori) |

| 1997. június 21. |

| Bolívia                      | 2–1   | Kolumbia    |
| ---------------------------- | ----- | ----------- |
| Etcheverry 3' E. Sánchez 24' | (2–0) | Gaviria 57' |

| Estadio Hernando Siles, La Paz Nézőszám: 30 000 Játékvezető: Horacio Elizondo (argentin) |

| 1997. június 22. |

| Mexikó                                          | 1–1   | Ecuador                                              |
| ----------------------------------------------- | ----- | ---------------------------------------------------- |
| Blanco 17'                                      | (1–1) | Capurro 6' (11-esből)                                |
| Büntetőpárbaj                                   |       |                                                      |
| Hernández Suárez Blanco Chávez Villa J. Sánchez | 4–3   | Montaño Capurro De la Cruz Graziani Fernández Rosero |

| Estadio Félix Capriles, Cochabamba Nézőszám: 15 000 Játékvezető: Antônio Pereira da Silva (brazil) |

| 1997. június 22. |

| Brazília       | 2–0   | Paraguay |
| -------------- | ----- | -------- |
| Ronaldo 9' 34' | (2–0) |          |

| Estadio Ramón Aguilera, Santa Cruz de la Sierra Nézőszám: 30 000 Játékvezető: Rafael Sanabria (kolumbiai) |

#### Elődöntők
| 1997. június 25. |

| Bolívia                                   | 3–1   | Mexikó     |
| ----------------------------------------- | ----- | ---------- |
| E. Sánchez 27' R. Castillo 39' Moreno 79' | (2–1) | Ramírez 8' |

| Estadio Hernando Siles, La Paz Nézőszám: 40 000 Játékvezető: Epifanio González (paraguayi) |

| 1997. június 26. |

| Peru | 0–7   | Brazília                                                                        |
| ---- | ----- | ------------------------------------------------------------------------------- |
|      | (0–4) | Denílson 1' Flavio Conceição 25' Romário 36' 49' Leonardo 45' 55' Djalminha 77' |

| Estadio Ramón Aguilera, Santa Cruz de la Sierra Nézőszám: 20 000 Játékvezető: Ramiro Badilla (Costa Rica-i) |

#### 3. helyért
| 1997. június 28. |

| Mexikó        | 1–0   | Peru |
| ------------- | ----- | ---- |
| Hernández 82' | (0–0) |      |

| Estadio Jesús Bermúdez, Oruro Nézőszám: 8 000 Játékvezető: Paolo Borgosano (venezuelai) |

#### Döntő
| 1997. június 29. |

| Bolívia        | 1–3   | Brazília                               |
| -------------- | ----- | -------------------------------------- |
| E. Sánchez 45' | (1–1) | Edmundo 40' Ronaldo 79' Zé Roberto 90' |

| Estadio Hernando Siles, La Paz Nézőszám: 46 000 Játékvezető: Jorge Nieves (uruguayi) |

| Az 1997-es Copa América győztese |
| -------------------------------- |
| BRAZÍLIA 5. cím                  |

### Gólszerzők
| 6 gólos - Luis Hernández 5 gólos - Ronaldo 3 gólos - Marcelo Gallardo - Erwin Sánchez - Leonardo - Romário 2 gólos - Julio César Baldivieso - Marco Etcheverry - Djalminha - Edmundo - Neider Morantes - Ariel Graziani - Paul Cominges - Martín Hidalgo | 1 gólos - Sergio Berti - Ramiro Castillo - Milton Coimbra - Jaime Moreno - Aldair - Denilson - Dunga - Flavio Conceição - Zé Roberto - Fernando Vergara - Hernán Medford - Mauricio Wright - Luis Capurro - José Gavica - Wellington Sánchez | 1 gólos (folytatás) - Víctor Aristizábal - Wilmer Cabrera - Herman Gaviria - Hamilton Ricard - Cuauhtémoc Blanco - Nicolás Ramírez - Roberto Acuña - José Luis Chilavert - Eddie Carazas - Álvaro Recoba - Marcelo Saralegui Öngólos - Ronald González - Camilo Romero |

### Végeredmény
Az első négy helyezett utáni sorrend nem tekinthető hivatalosnak, mivel ezekért a helyekért nem játszottak mérkőzéseket. Ezért e helyezések meghatározásához az alábbiak lettek figyelembe véve:
1. több szerzett pont (a 11-esekkel eldöntött találkozók a hosszabbítást követő eredménnyel, döntetlenként vannak feltüntetve)
2. jobb gólkülönbség
3. több szerzett gól

A hazai csapat eltérő háttérszínnel kiemelve.
| Helyezés | Nemzet     | M | Gy | D | V | G+ | G– | Gk  | P  |
| -------- | ---------- | - | -- | - | - | -- | -- | --- | -- |
| Arany    | Brazília   | 6 | 6  | 0 | 0 | 22 | 3  | +19 | 18 |
| Ezüst    | Bolívia    | 6 | 5  | 0 | 1 | 10 | 5  | +5  | 15 |
| Bronz    | Mexikó     | 6 | 2  | 2 | 2 | 8  | 9  | –1  | 8  |
| 4.       | Peru       | 6 | 3  | 0 | 3 | 5  | 11 | –6  | 9  |
|          |            |   |    |   |   |    |    |     |    |
| 5.       | Ecuador    | 4 | 2  | 2 | 0 | 5  | 2  | +3  | 8  |
| 6.       | Argentína  | 4 | 1  | 2 | 1 | 4  | 3  | +1  | 5  |
| 7.       | Paraguay   | 4 | 1  | 1 | 2 | 2  | 5  | –3  | 4  |
| 8.       | Kolumbia   | 4 | 1  | 0 | 3 | 6  | 7  | –1  | 3  |
|          |            |   |    |   |   |    |    |     |    |
| 9.       | Uruguay    | 3 | 1  | 0 | 2 | 2  | 2  | 0   | 3  |
| 10.      | Costa Rica | 3 | 0  | 1 | 2 | 2  | 10 | –8  | 1  |
| 11.      | Chile      | 3 | 0  | 0 | 3 | 1  | 5  | –4  | 0  |
| 12.      | Venezuela  | 3 | 0  | 0 | 3 | 0  | 5  | –5  | 0  |